# Estació de l'Espluga de Francolí
L'Espluga de Francolí és una estació de ferrocarril propietat d'adif situada al nord de la població de l'Espluga de Francolí,  a la comarca catalana de la Conca de Barberà. L'estació es troba a la línia Tarragona-Reus-Lleida i hi tenen parada trens de les línies R13 i R14 dels serveis regionals de Rodalies de Catalunya, operat per Renfe Operadora.
Aquesta estació es va posar en funcionament l'any 1865 quan va entrar en servei el tram construït per la Companyia del Ferrocarril de Montblanc a Lleida (posteriorment LRT) entre Montblanc (1863) i Vimbodí.
L'any 2016 va registrar l'entrada de 9.000 passatgers.

## Serveis ferroviaris
| Serveis regionals de Rodalies de Catalunya |                  |       |           |                                                          |
| Procedència/Destinació                     | <                | Línia | >         | Procedència/Destinació                                   |
| Lleida Pirineus                            | Vimbodí Vinaixa¹ |       | Montblanc | Barcelona-Estació de França Barcelona-Sant Andreu Comtal |
| Lleida Pirineus                            | Vimbodí Vinaixa¹ |       | Montblanc | Barcelona-Estació de França Barcelona-Sant Andreu Comtal |

1. Alguns regionals no efectuen parada a Vimbodí; l'estació següent o anterior és Vinaixa.